# Okresní soud v Domažlicích
Okresní soud v Domažlicích je okresní soud se sídlem v Domažlicích, jehož odvolacím soudem je Krajský soud v Plzni. Rozhoduje jako soud prvního stupně ve všech trestních a civilních věcech, ledaže jde o specializovanou agendu (nejzávažnější trestné činy, insolvenční řízení, spory ve věcech obchodních korporací, hospodářské soutěže, duševního vlastnictví apod.), která je svěřena krajskému soudu.

## Budova
Soud se nachází v prvním patře historické budovy s bezbariérovým přístupem na Paroubkově ulici. Jde o dominantu vrcholu svahu vilové čtvrti, která proto zpočátku vyvolávala silné emoce. Vystavěna byla Františkem Hladečkem z Plzně v letech 1926 až 1930 na základě projektu pražského architekta Ladislava Skřivánka, v 60. letech 20. století byla ještě provedena adaptace podkroví pro další kanceláře. Dvoupatrová budova s vnitřním atriem sloužila nejen okresnímu soudu, ale původně také dalším úřadům, např. okresnímu hejtmanství nebo berní správě (proto se jí přezdívalo „Okres“ či „Berňák“), a byla v ní umístěna i četnická stanice a věznice. Funkcionalistický ráz stavby je modifikován novorenesančními římsami, rizality a bosáží, nad výrazných vchodem je umístěn znak Československé republiky, sluneční hodiny a nápis „Nechť rodí se z vůle Boží ti velcí, kteří nám svobodu národa i v těžkých dobách uhájí“.

## Soudní obvod
Obvod Okresního soudu v Domažlicích se téměř shoduje s okresem Domažlice, patří do něj území těchto obcí:
Babylon •
Bělá nad Radbuzou •
Blížejov •
Brnířov •
Bukovec •
Čečovice •
Čermná •
Černíkov •
Černovice •
Česká Kubice •
Díly •
Domažlice •
Drahotín •
Draženov •
Hlohová •
Hlohovčice •
Holýšov •
Hora Svatého Václava •
Horní Kamenice •
Horšovský Týn •
Hostouň •
Hradiště •
Hvožďany •
Chocomyšl •
Chodov •
Chodská Lhota •
Chrastavice •
Kanice •
Kaničky •
Kdyně •
Klenčí pod Čerchovem •
Koloveč •
Kout na Šumavě •
Křenovy •
Kvíčovice •
Libkov •
Loučim •
Luženičky •
Meclov •
Mezholezy (dříve okres Domažlice) •
Mezholezy (dříve okres Horšovský Týn) •
Milavče •
Mířkov •
Mnichov •
Močerady •
Mrákov •
Mutěnín •
Nemanice •
Němčice •
Neuměř •
Nevolice •
Nová Ves •
Nový Kramolín •
Osvračín •
Otov •
Pařezov •
Pasečnice •
Pec •
Pelechy •
Poběžovice •
Pocinovice •
Poděvousy •
Postřekov •
Puclice •
Rybník •
Semněvice •
Spáňov •
Srbice •
Srby •
Staňkov •
Stráž •
Štichov •
Tlumačov •
Trhanov •
Úboč •
Újezd •
Únějovice •
Úsilov •
Velký Malahov •
Vidice •
Vlkanov •
Všekary •
Všepadly •
Všeruby •
Zahořany •
Ždánov